# هربرت بي. غريغوري
هربرت بي. غريغوري (بالإنجليزية: Herbert B. Gregory)‏ هو قاضي ومحامي وسياسي أمريكي، ولد في 10 أبريل 1884، وتوفي في 9 مارس 1951.